# Alhagi sparsifolia
Alhagi sparsifolia är en ärtväxtart som beskrevs av K.K. Shaparenko. Alhagi sparsifolia ingår i släktet Alhagi och familjen ärtväxter. Inga underarter finns listade i Catalogue of Life.